# Прыжок через акулу (Секретные материалы)
«Прыжок через акулу» (англ. «Jump the Shark») — 15-й эпизод 9-го сезона сериала «Секретные материалы». Премьера состоялась 21 апреля 2002 года на телеканале FOX. Эпизод принадлежит к типу «монстр недели» и никак не связан с основной «мифологией сериала», заданной в первой серии. Также является финальным эпизодом сериала Одинокие стрелки, являющимся спин-оффом Секретным материалам.
Режиссёр — Клифф Боул, авторы сценария — Винс Гиллиган, Джон Шибан и Фрэнк Спотниц, приглашённые звёзды — Брюс Харвуд, Том Брэйдвуд, Дин Хэглунд, Стивен Снедден, Зулейка Робинсон, Майкл Маккин и Джим Файф.
В США серия получила рейтинг домохозяйств Нильсена, равный 5,1, который означает, что в день выхода серию посмотрели 8,6 миллионов человек.
Главные герои сериала — агенты ФБР, расследующие сложно поддающиеся научному объяснению преступления, называемые Секретными материалами.. Сезон концентрируется на расследованиях агентов Даны Скалли (Джиллиан Андерсон), Джона Доггетта (Роберт Патрик) и Моники Рейс (Аннабет Гиш).

## Сюжет
Доггетт и Рейс пытаются найти подругу Одиноких стрелков после того, как объявляется бывший "человек в черном" из Зоны 51 Моррис Флетчер и сообщает, что та — суперсолдат. Агенты вскоре обнаруживают, что все это — заговор с целью создания биологического оружия с использованием пересаженных органов акулы. Главные герои — трио "одиноких стрелков" — погибают в конце серии.